# ینی‌کند (آق‌داش)
ینی‌کند (به لاتین: Yenikənd) یک منطقه مسکونی در جمهوری آذربایجان است که در شهرستان آق‌داش واقع شده‌است.